# Paepalanthus moaensis
Paepalanthus moaensis är en gräsväxtart som beskrevs av Gonz.Géigel. Paepalanthus moaensis ingår i släktet Paepalanthus och familjen Eriocaulaceae. Inga underarter finns listade i Catalogue of Life.